# مورستان (منطقه مسکونی)

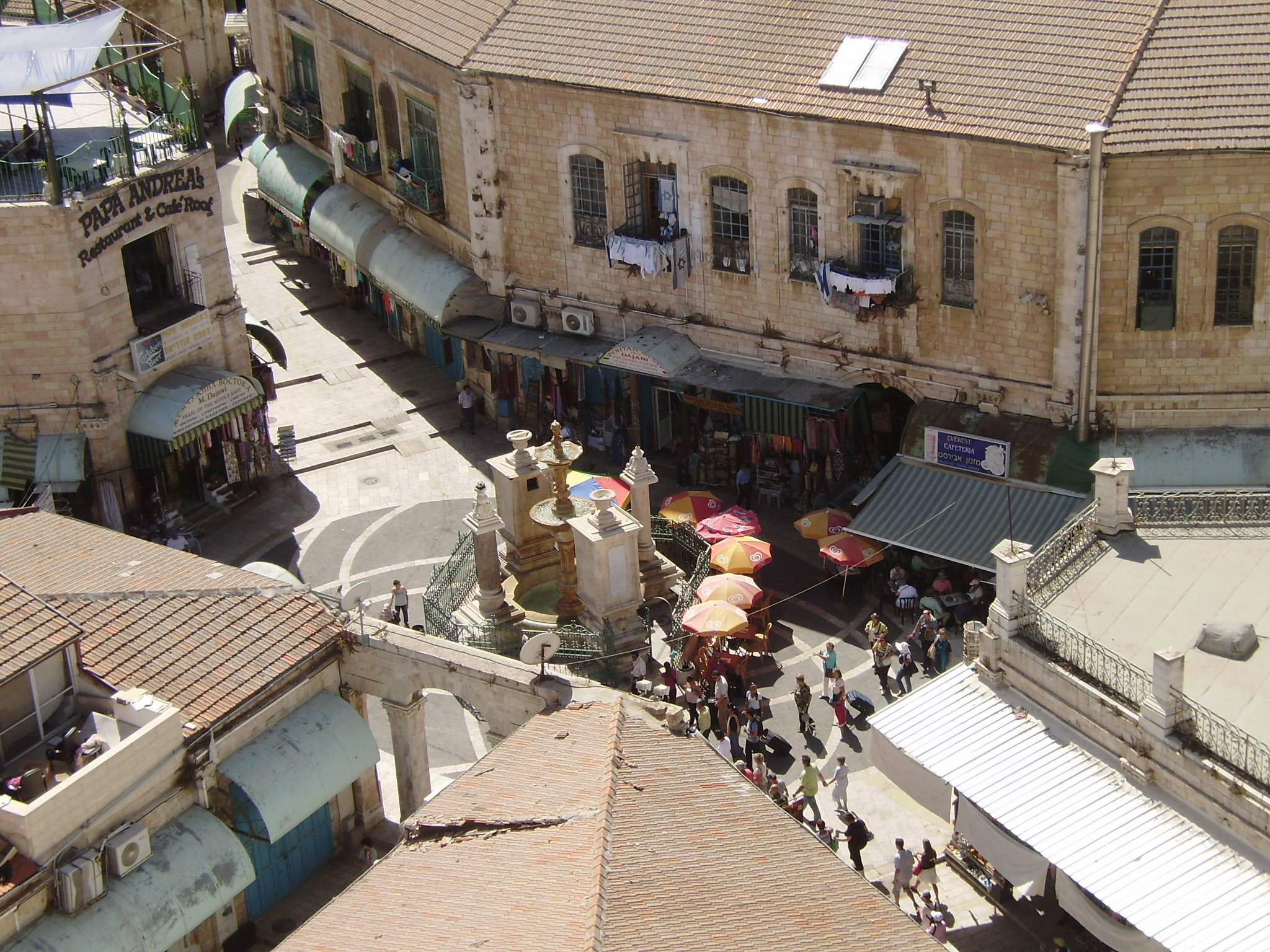
The market area of the Muristan, Suq Aftimos, with the Muristan fountain at its centre

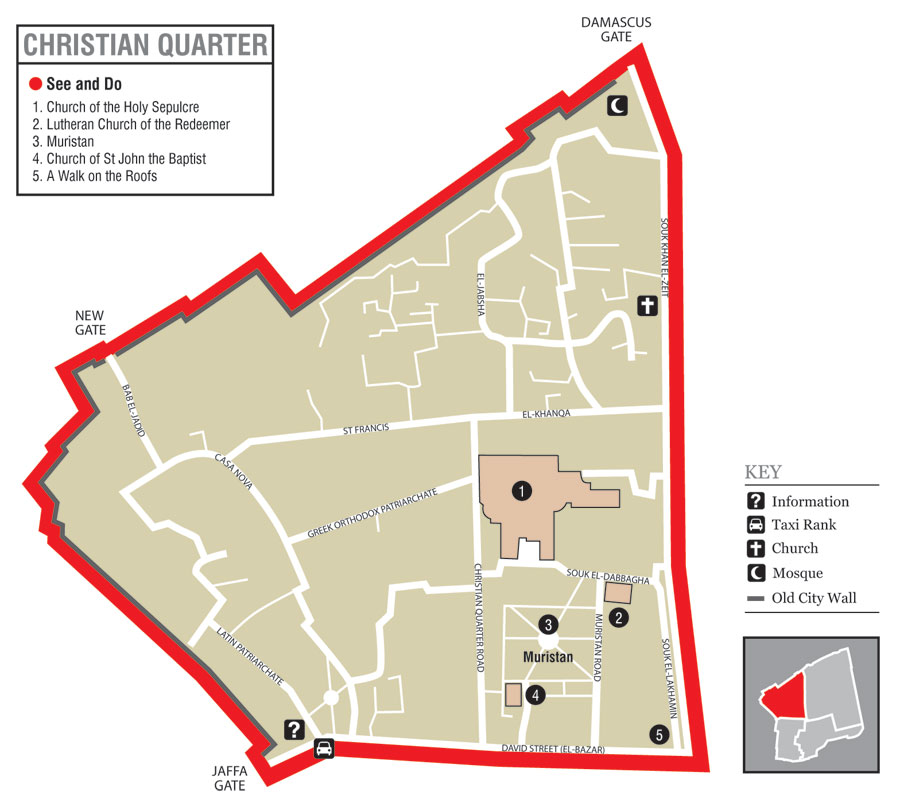
Map of the Christian Quarter in Jerusalem, the Muristan with the Church of St. John is shown lower right-hand corner (click image to enlarge).

مورستان (تحریف کلمه بیمارستان فارسی)، مجموعه‌ای از خیابان‌ها و مغازه‌ها در محله مسیحی واقع در شهرک قدیمی اورشلیم است. این مکان محل نخستین بیمارستان شوالیه‌های هوسپیتالر است.